# Canton des Marches du Sud-Quercy
Le canton des Marches du Sud-Quercy est une circonscription électorale française du département du Lot.

## Histoire
Un nouveau découpage territorial du Lot entre en vigueur à l'occasion des élections départementales de 2015. Il est défini par le décret du 13 février 2014, en application des lois du 17 mai 2013 (loi organique 2013-402 et loi 2013-403). Les conseillers départementaux sont, à compter de ces élections, élus au scrutin majoritaire binominal mixte. Les électeurs de chaque canton élisent au Conseil départemental, nouvelle appellation du Conseil général, deux membres de sexe différent, qui se présentent en binôme de candidats. Les conseillers départementaux sont élus pour 6 ans au scrutin binominal majoritaire à deux tours, l'accès au second tour nécessitant 12,5 % des inscrits au 1er tour. En outre la totalité des conseillers départementaux est renouvelée. Ce nouveau mode de scrutin nécessite un redécoupage des cantons dont le nombre est divisé par deux avec arrondi à l'unité impaire supérieure si ce nombre n'est pas entier impair, assorti de conditions de seuils minimaux. Dans le Lot, le nombre de cantons passe ainsi de 31 à 17.
Le canton des Marches du Sud-Quercy est formé de communes des anciens cantons de Lalbenque (11 communes), de Limogne-en-Quercy (9 communes) et de Castelnau-Montratier (7 communes). Il est entièrement inclus dans l'arrondissement de Cahors. Le bureau centralisateur est situé à Castelnau-Montratier.

## Représentation
| Période élective | Période élective | Mandat       | Mandat                 | Identité           | Nuance | Nuance | Qualité |
| ---------------- | ---------------- | ------------ | ---------------------- | ------------------ | ------ | ------ | --- |
| 2015             | 2021             | 2015         | 30/09/2018 (démission) | Jean-Claude Bessou |        | PRG    | Retraité de la fonction publique Conseiller général du canton de Castelnau-Montratier (2001-2015) Président de la Communauté de communes du Quercy Blanc    |
| 2015             | 2021             | 2015         | 2021                   | Catherine Marlas   |        | PS     | Chef de service éducatif Présidente du Parc naturel régional des Causses du Quercy 2e vice-présidente chargée du Patrimoine et de l’Environnement           |
| 2015             | 2021             | octobre 2018 | 2021                   | Jacques Pouget     |        | PS     | Maire de Lalbenque (1988-2020), Ancien Président de la Communauté de communes du Pays de Lalbenque-Limogne Ancien conseiller général du Canton de Lalbenque |
| 2021             | 2028             | 2021         | en cours               | Dominique Marin    |        | DVG    | Maire de Castelnau-Montratier |
| 2021             | 2028             | 2021         | en cours               | Catherine Marlas   |        | PS     | Conseillère sortante, 3ème vice-présidente du conseil départemental                                                                                         |

### Résultats détaillés

#### Élections de mars 2015
À l'issue du 1er tour des élections départementales de 2015, deux binômes sont en ballottage : Jean-Claude Bessou et Catherine Marlas (Union de la Gauche, 42,09 %) et Audrey Fargis et René Mabire (FN, 21,56 %). Le taux de participation est de 62,6 % (5 954 votants sur 9 511 inscrits) contre 59,43 % au niveau départemental et 50,17 % au niveau national.
Au second tour, Jean-Claude Bessou et Catherine Marlas (Union de la Gauche) sont élus avec 69,24 % des suffrages exprimés et un taux de participation de 62,97 % (3 636 voix pour 5 989 votants et 9 511 inscrits).

#### Élections de juin 2021
Le premier tour des élections départementales de 2021 est marqué par un très faible taux de participation (33,26 % au niveau national). Dans le canton des Marches du Sud-Quercy, ce taux de participation est de 47,74 % (4 692 votants sur 9 828 inscrits) contre 43,85 % au niveau départemental. À l'issue de ce premier tour, deux binômes sont en ballottage : Dominique Marin et Catherine Marlas (Union au centre et à gauche, 49,01 %) et Isabelle Eymes et Daniel Pasquier (binôme écologiste, 21,85 %).
Le second tour des élections est marqué une nouvelle fois par une abstention massive équivalente au premier tour. Les taux de participation sont de 34,36 % au niveau national, 45,92 % dans le département et 49,55 % dans le canton des Marches du Sud-Quercy. Dominique Marin et Catherine Marlas (Union au centre et à gauche) sont élus avec 68,88 % des suffrages exprimés (2 879 voix pour 4 873 votants et 9 835 inscrits),,.

## Composition
Lors de sa création, le canton des Marches du Sud-Quercy comprend vingt-sept communes.
À la suite de la fusion, au 1er janvier 2016, des communes de Flaugnac et Saint-Paul-de-Loubressac pour former la commune nouvelle de Saint-Paul-Flaugnac, ainsi qu'à celle des communes de Castelnau-Montratier et Sainte-Alauzie pour former la commune nouvelle de Castelnau-Montratier au 1er janvier 2017, le canton ne compte plus que vingt-cinq communes entières.
| Nom                                          | Code Insee | Intercommunalité                | Superficie (km2) | Population (dernière pop. légale) | Densité (hab./km2) | Modifier                                    |
| -------------------------------------------- | ---------- | ------------------------------- | ---------------- | --------------------------------- | ------------------ | ------------------------------------------- |
| Castelnau-Montratier (bureau centralisateur) | 46063      | CC du Quercy Blanc              | 84,76            | 1 827 (2022)                      | 22                 | modifier les données · modifier les données |
| Aujols                                       | 46010      | CC du Pays de Lalbenque-Limogne | 16,43            | 376 (2022)                        | 23                 | modifier les données · modifier les données |
| Bach                                         | 46013      | CC du Pays de Lalbenque-Limogne | 21,02            | 207 (2022)                        | 9,8                | modifier les données · modifier les données |
| Beauregard                                   | 46020      | CC du Pays de Lalbenque-Limogne | 15,30            | 228 (2022)                        | 15                 | modifier les données · modifier les données |
| Belfort-du-Quercy                            | 46023      | CC du Pays de Lalbenque-Limogne | 36,19            | 508 (2022)                        | 14                 | modifier les données · modifier les données |
| Belmont-Sainte-Foi                           | 46026      | CC du Pays de Lalbenque-Limogne | 9,01             | 129 (2022)                        | 14                 | modifier les données · modifier les données |
| Cézac                                        | 46069      | CC du Quercy Blanc              | 17,34            | 178 (2022)                        | 10                 | modifier les données · modifier les données |
| Concots                                      | 46073      | CC du Pays de Lalbenque-Limogne | 26,02            | 409 (2022)                        | 16                 | modifier les données · modifier les données |
| Cremps                                       | 46082      | CC du Pays de Lalbenque-Limogne | 19,66            | 389 (2022)                        | 20                 | modifier les données · modifier les données |
| Escamps                                      | 46091      | CC du Pays de Lalbenque-Limogne | 12,11            | 209 (2022)                        | 17                 | modifier les données · modifier les données |
| Fontanes                                     | 46109      | CA Grand Cahors                 | 16,44            | 533 (2022)                        | 32                 | modifier les données · modifier les données |
| Laburgade                                    | 46140      | CC du Pays de Lalbenque-Limogne | 12,57            | 374 (2022)                        | 30                 | modifier les données · modifier les données |
| Lalbenque                                    | 46148      | CC du Pays de Lalbenque-Limogne | 52,24            | 1 878 (2022)                      | 36                 | modifier les données · modifier les données |
| Laramière                                    | 46154      | CC Ouest Aveyron Communauté     | 22,08            | 353 (2022)                        | 16                 | modifier les données · modifier les données |
| Limogne-en-Quercy                            | 46173      | CC du Pays de Lalbenque-Limogne | 32,31            | 842 (2022)                        | 26                 | modifier les données · modifier les données |
| Lugagnac                                     | 46179      | CC du Pays de Lalbenque-Limogne | 15,81            | 134 (2022)                        | 8,5                | modifier les données · modifier les données |
| Montdoumerc                                  | 46202      | CC du Pays de Lalbenque-Limogne | 13,62            | 570 (2022)                        | 42                 | modifier les données · modifier les données |
| Pern-Lhospitalet                             | 46172      | CC du Quercy Blanc              | 40,31            | 925 (2022)                        | 23                 | modifier les données · modifier les données |
| Promilhanes                                  | 46227      | CC Ouest Aveyron Communauté     | 14,55            | 229 (2022)                        | 16                 | modifier les données · modifier les données |
| Saillac                                      | 46247      | CC du Pays de Lalbenque-Limogne | 16,28            | 148 (2022)                        | 9,1                | modifier les données · modifier les données |
| Saint-Paul-Flaugnac                          | 46103      | CC du Quercy Blanc              | 51,15            | 981 (2022)                        | 19                 | modifier les données · modifier les données |
| Varaire                                      | 46328      | CC du Pays de Lalbenque-Limogne | 25,52            | 356 (2022)                        | 14                 | modifier les données · modifier les données |
| Vaylats                                      | 46329      | CC du Pays de Lalbenque-Limogne | 26,37            | 327 (2022)                        | 12                 | modifier les données · modifier les données |
| Vidaillac                                    | 46333      | CC du Pays de Lalbenque-Limogne | 9,49             | 184 (2022)                        | 19                 | modifier les données · modifier les données |
| Canton des Marches du Sud-Quercy             | 4613       |                                 | 606,58           | 12 294 (2022)                     | 20                 | modifier les données                        |

## Démographie
En 2022, le canton comptait 12 294 habitants, en évolution de +3,93 % par rapport à 2016 (Lot : +1,31 %, France hors Mayotte : +2,11 %).
| 2013   | 2018   | 2022   |
| ------ | ------ | ------ |
| 11 753 | 11 896 | 12 294 |